# Ciberporto de Hong Kong
O Ciberporto de Hong-Kong, ou apenas Ciberporto, é um parque tecnológico com projeto de US$ 2 bilhões,, gerido por uma estatal totalmente controlada pelo governo de Hong Kong.
O Ciberporto se foca no desenvolvimento profissional e corporativo. Ele auxilia na comercilização de ideias criativas, além de incubar empresas. A estrutura de incubação, chamada Cyberport Digital Entertainment Incubation-cum-Training (IncuTrain), ou "Incubação com treinamento por Entretenimento Digital no Ciberporto", é a única em Hong Kong que se foca no conteúdo digital. Para auxiliar a desenvolver capital humano e mercado, O centro IncuTrain do Ciberporto colabora com várias organizações e plataformas internacionais para oferecer aos empresários tecnologia, oportunidades de treinamento, busca de parceiros e redes de suporte.